# 流沙东街道
流沙东街道是中华人民共和国广东省揭阳市普宁市下辖的一个乡镇级行政单位。，位于市城区中部偏东北，辖区总面积26.94平方公里，户籍人口118705人（2008年）。普宁市中心城区的中市、东市北部、华府中心区、城东（华溪、白马）、中河开发区以及晖晗桥片都在此区范围内。街道办位于市城区胜利路15号、中河开发区管委办公楼内，是普宁市委市政府的派出机构。中华新城步行街、流新步行街、普宁国际商品城、市人民医院、流沙水果市场、原流沙镇政府驻地均位于此区。

## 行政区划
流沙東街道下辖以下地区：
玉环社区、新美社区、大林社区、新安村、新坛村、溪尾村、斗文村、溪心村、秀陇村、浮江寮村、湖东村、六斗埔村、大华溪村、华溪村、上塘村、郭厝寮村和北山村。

## 主要道路
街道
- 中华街（解放路）
- 八一街
- 友谊街
- 老河街
- 培新街
- 育新街
- 长安街
- 兴华街
- 新兴街
- 安东街
- 吉安街

道路
- 练秀大道（规划）
- 流沙大道
- 北环大道
- 城北大道
- 城东大道
- 环市东路
- 新河东路
- 引榕路
- 新光北路
- 文竹北路
- 大德北路
- 规划：马华北路、白马北路、石华东路

## 人居环境

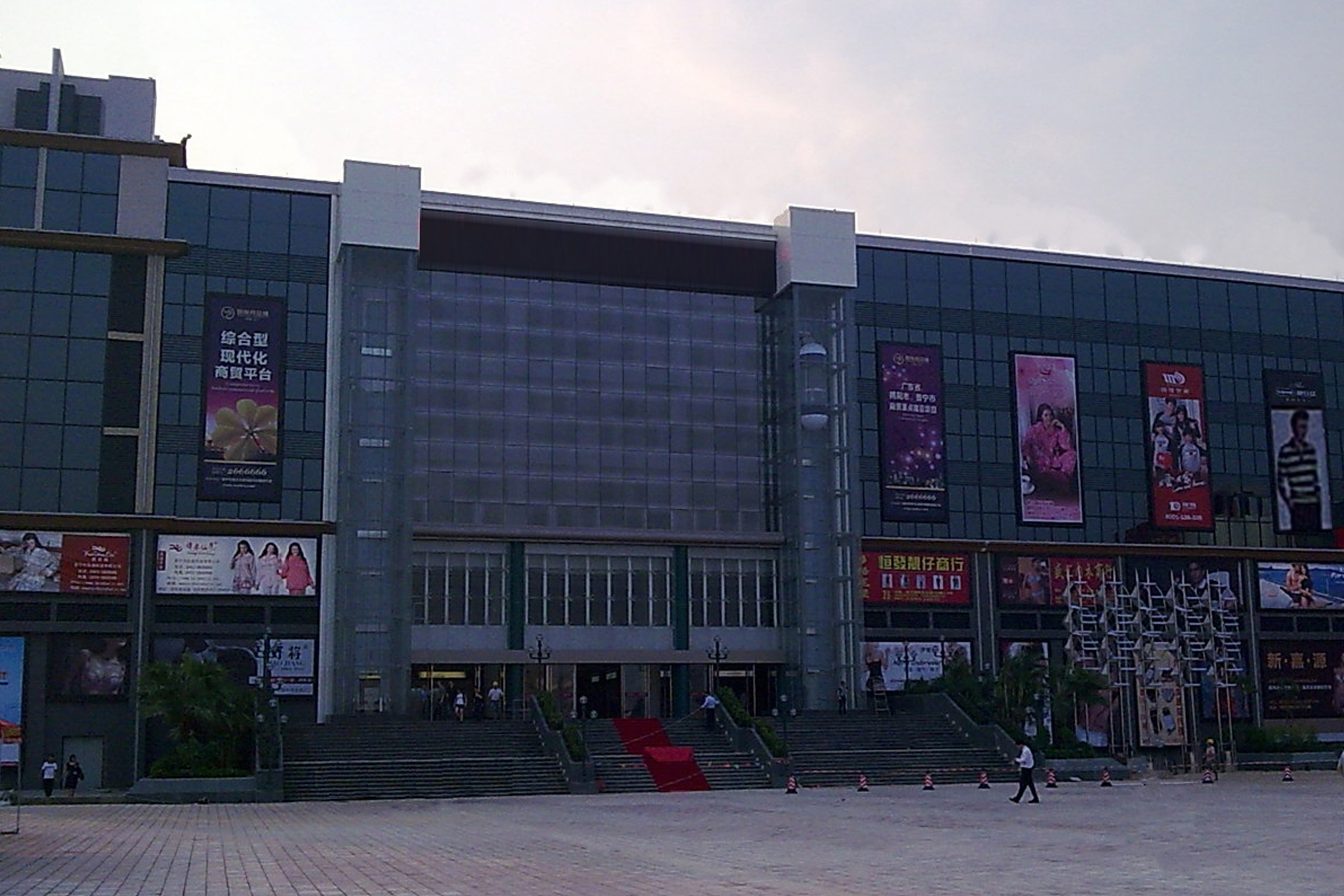
位于流沙东德国际商品城内景

### 大型屋苑
- 中信华府
- 明珠花园
- 松桂苑
- 骏景·滨河园

### 公园
- 紫晖公园
- 新坛生态公园